# Basilio Paraíso
Basilio Paraíso Lasús (Laluenga,  14 de junio de 1849-Madrid, 29 de abril de 1930) fue un empresario, político y escritor español. Vinculado al regeneracionismo, fue un firme defensor de la innovación, el desarrollo y la educación como pilares del crecimiento y la prosperidad. Fue un hombre pragmático que vivió con humildad su dedicación al bien común.

## Biografía

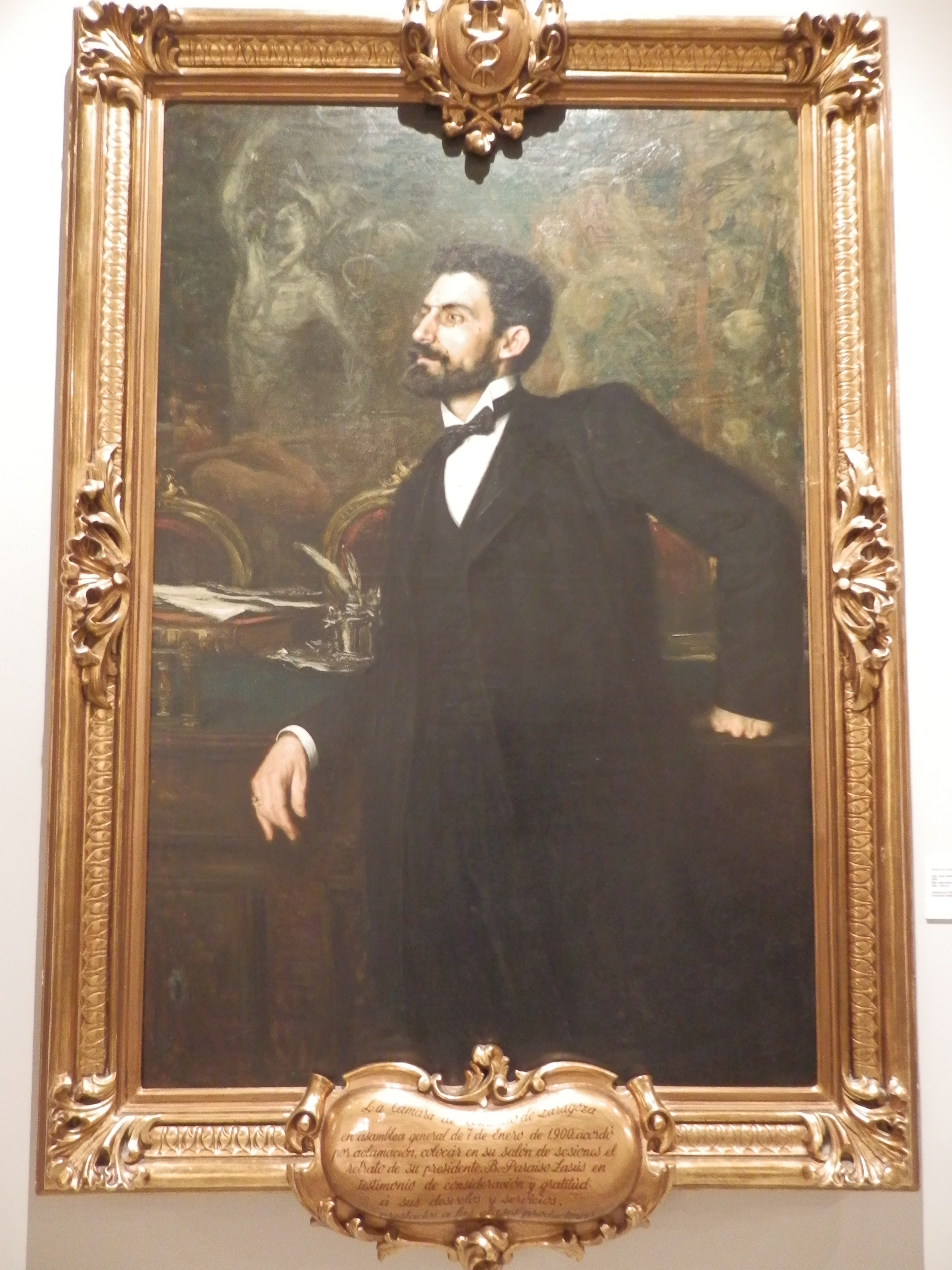
Retrato de Basilio Paraíso

Hijo de un maestro, siguió los estudios en el Instituto de Huesca y Zaragoza. Sin embargo hubo de abandonar los estudios por necesidades económicas. Comenzó a trabajar en distintos oficios hasta colocarse como escribano de actuaciones en el Juzgado del Pilar de Zaragoza.
Aprovechando la libertad de enseñanza reconocida por la Revolución de 1868 obtuvo la licenciatura en Medicina por la Universidad de Zaragoza.
En 1876 se asoció con Tomás Colandrea y estableció un taller de fabricación de espejos y una tienda para su venta. Esta sociedad, conocida como La Veneciana adquirió en los últimos años del siglo XIX una notable proyección nacional que obligaría a la apertura de nuevos establecimientos en las ciudades de Madrid y Sevilla.
Fue defensor del ideario republicano desde su juventud y perteneció al partido de Ruiz Zorrilla. Cuando murió Ruiz Zorrilla en 1895 se desvinculó de la política activa. Fue presidente de la Cámara Oficial de Comercio e Industria (1893-1919) y fundador de la sociedad editorial del Heraldo de Aragón (1898). Obtuvo escaño en el Congreso de los Diputados en 1901.

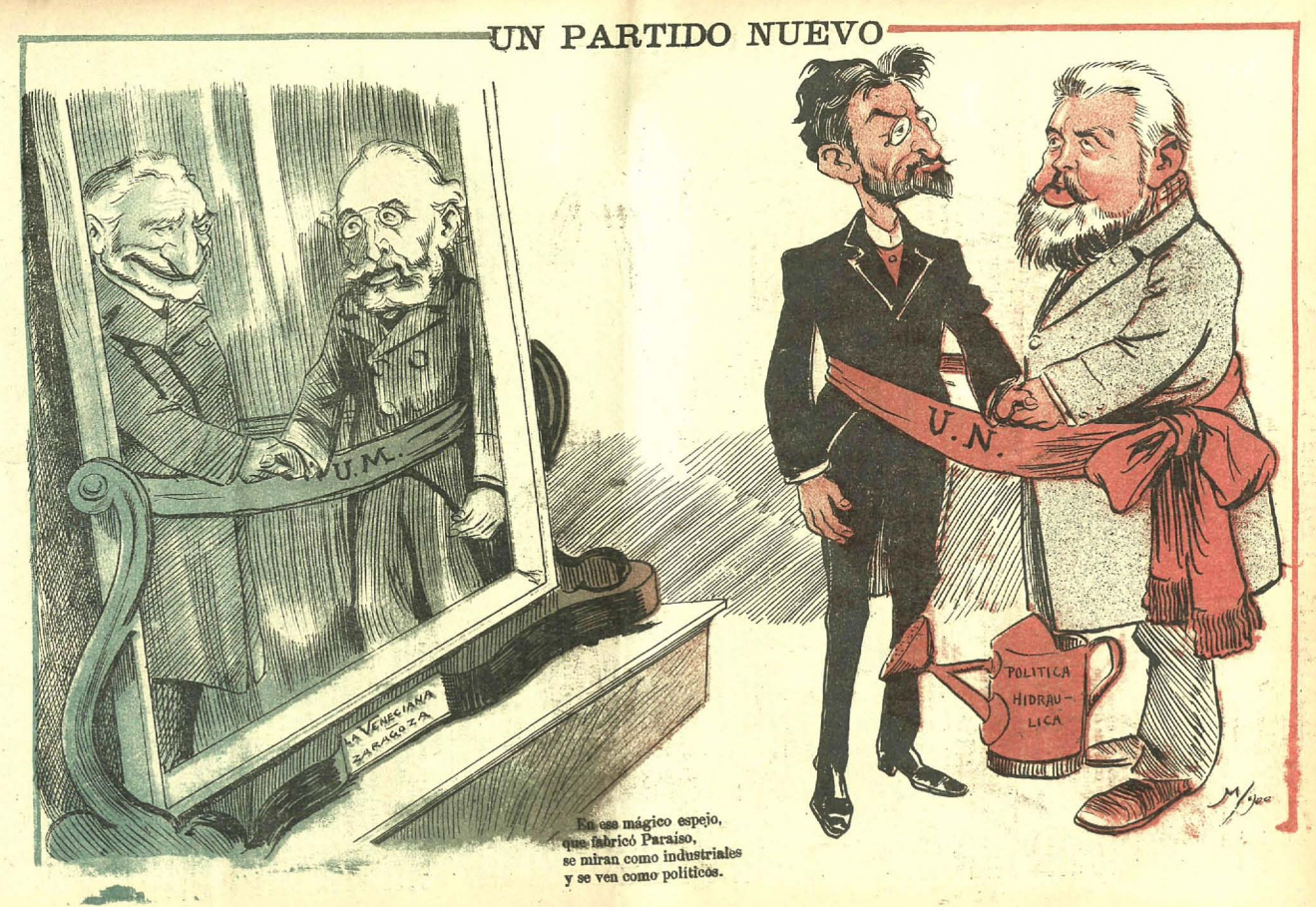
Un partido nuevo, caricatura publicada el 7 de marzo de 1900 en Gedeón, que hace referencia a la formación de la Unión Nacional y en la que aparecen representados Basilio Paraíso y Joaquín Costa.

En 1908 se celebró la Exposición Internacional Hispano-Francesa conmemorativa del I Centenario de los Sitios. La destacada participación de Paraíso en la organización de este certamen fue premiada por la corporación municipal con su nombramiento como hijo adoptivo de la ciudad de Zaragoza, siendo designado paralelamente por el gobierno de la nación como senador vitalicio.

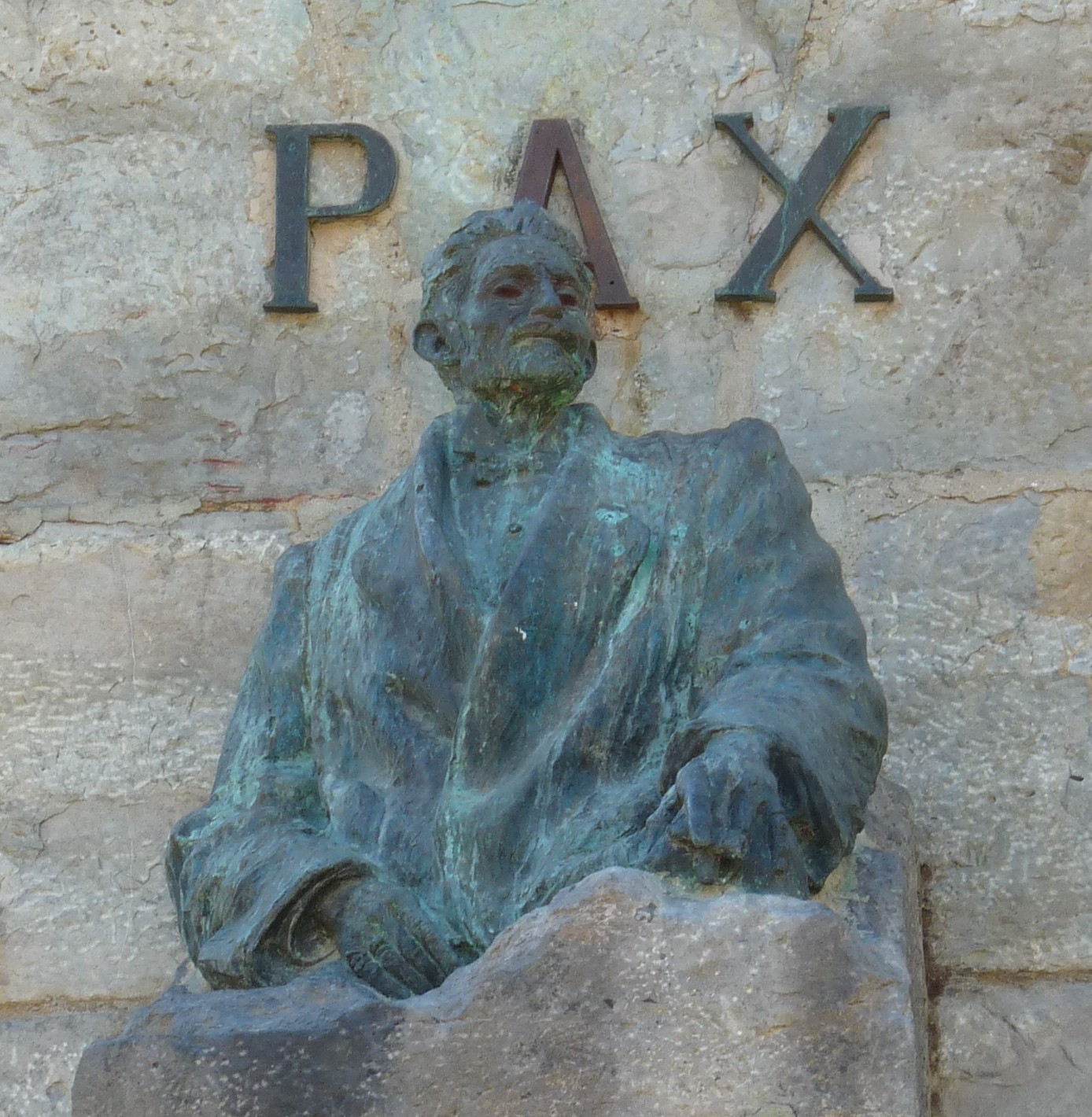
Busto de Paraíso colocado en un conjunto monumental realizado en 1910 por los hermanos Miguel y Luciano Oslé para recordar su trabajo en la Exposición Hispano-Francesa de 1908, trasladado en 1951 al Parque Grande de Zaragoza.

En 1916 (en pleno transcurso de la Primera Guerra Mundial), fue nombrado por el conde de Romanones presidente del comité ejecutivo de la Junta Central de Subsistencias, la cual regulaba la producción, el nivel y el precio, en el comercio, pero dimitió en 1917 a causa de divergencias con el propio Gobierno que llevó a Manuel García Prieto a la presidencia del Consejo de Ministros.
En la década de 1920 continuó desarrollando una notable labor, principalmente en la dirección del Consejo Superior de Cámaras de Comercio, industria y Navegación, y como vocal del Consejo Superior Ferroviario. Escribió numerosos artículos y colaboraciones en la prensa madrileña.
En reconocimiento a su labor, lleva su nombre una de las plazas más importantes de la ciudad de Zaragoza. Aunque en vida rehusó este honor, se colocó un busto en 1935 a la muerte de su hijo. También lleva su nombre el «CIP (Colegio de Infantil y Primaria) Basilio Paraíso» de Zaragoza, levantado en terrenos cedidos por él para este uso.